# Ronde van Nederland 1958
De 10e editie van de Ronde van Nederland ging op 17 juni 1958 van start in Amsterdam. De wielerwedstrijd over zes etappes eindigde op 22 juni weer in Amsterdam. De ronde werd gewonnen door Piet van Est.

## Eindklassement
Piet van Est werd winnaar van het eindklassement van de Ronde van Nederland van 1958 met een voorsprong van 1 minuut en 8 seconden op Peter Post. De beste Belg was Rik Van Looy met een vijfde plek.
| Plaats  | Naam                | Tijd      |
| ------- | ------------------- | --------- |
| Winnaar | Piet van Est        | 29u40'43" |
| 2       | Peter Post          | + 1'08"   |
| 3       | Leo van den Brand   | + 3'29"   |
| 4       | Jaap Kersten        | + 7'27"   |
| 5       | Rik Van Looy        | + 7'30"   |
| 6       | Schalk Verhoef      | + 10'03"  |
| 7       | Rik Van Steenbergen | + 12'00"  |
| 8       | Gerrit Schulte      | + 12'15"  |
| 9       | Adriaan Voorting    | + 14'16"  |
| 10      | Mies Stolker        | + 14'28"  |

## Etappe-overzicht
| Etappe | Van - naar             | Km       | Etappewinnaar       |
| ------ | ---------------------- | -------- | ------------------- |
| 1      | Amsterdam - Leeuwarden | 180      | Peter Post          |
| 2      | Leeuwarden - Zwolle    | 200      | Gerrit Voorting     |
| 3      | Zwolle - Nijmegen      | 230      | Arie van Wetten     |
| 4a     | Nijmegen - Heerlen     | 140      | Rik Van Steenbergen |
| 4b     | Heerlen - Heerlen      | 10 (TTT) |                     |
| 5      | Heerlen - Roosendaal   | 244      | Jozef Schils        |
| 6      | Roosendaal - Amsterdam | 156      | Jo de Roo           |

1948 · 1949 · 1950 · 1951 · 1952 · 1953 · 1954 · 1955 · 1956 · 1957 · 1958 · 1959 · 1960 · 1961 · 1962 · 1963 · 1964 · 1965 · 1966 · 1967 · 1968 · 1969 · 1970 · 1971 · 1972 · 1973 · 1974 · 1975 · 1976 · 1977 · 1978 · 1979 · 1980 · 1981 · 1982 · 1983 · 1984 · 1985 · 1986 · 1987 · 1988 · 1989 · 1990 · 1991 · 1992 · 1993 · 1994 · 1995 · 1996 · 1997 · 1998 · 1999 · 2000 · 2001 · 2002 · 2003 · 2004 · 2005 · 2006 · 2007 · 2008 · 2009 · 2010 · 2011 · 2012 · 2013 · 2014 · 2015 · 2016 · 2017 · 2018 · 2019 · 2020 · 2021 · 2022 · 2023 · 2024